# Iridopsis mossi
Iridopsis mossi is een vlinder uit de familie van de spanners (Geometridae). De wetenschappelijke naam van de soort is voor het eerst geldig gepubliceerd in 1932 door de Engelse entomoloog Louis Beethoven Prout.  Hij noemde ze naar A.M. Moss, die de vlinder in Peru had verzameld.